# 寡鳞飘鱼
寡鳞飘鱼（学名：Pseudolaubuca engraulis）为輻鰭魚綱鯉形目鯝科飘鱼属的鱼类，是中国的特有物种。分布于从海河水系到珠江水系等中国东部水域。本魚綠灰色的背面，側邊與腹部銀白色，背鰭硬棘2枚，背鰭軟條7枚，臀鰭硬棘3枚，臀鰭軟條18-22枚，體長可達14.8公分，常栖息于水体中上层生活。该物种的模式产地在洞庭湖。